# 圣腓力堂 (悉尼)
33°51′50″S 151°12′18″E / 33.8640°S 151.2051°E

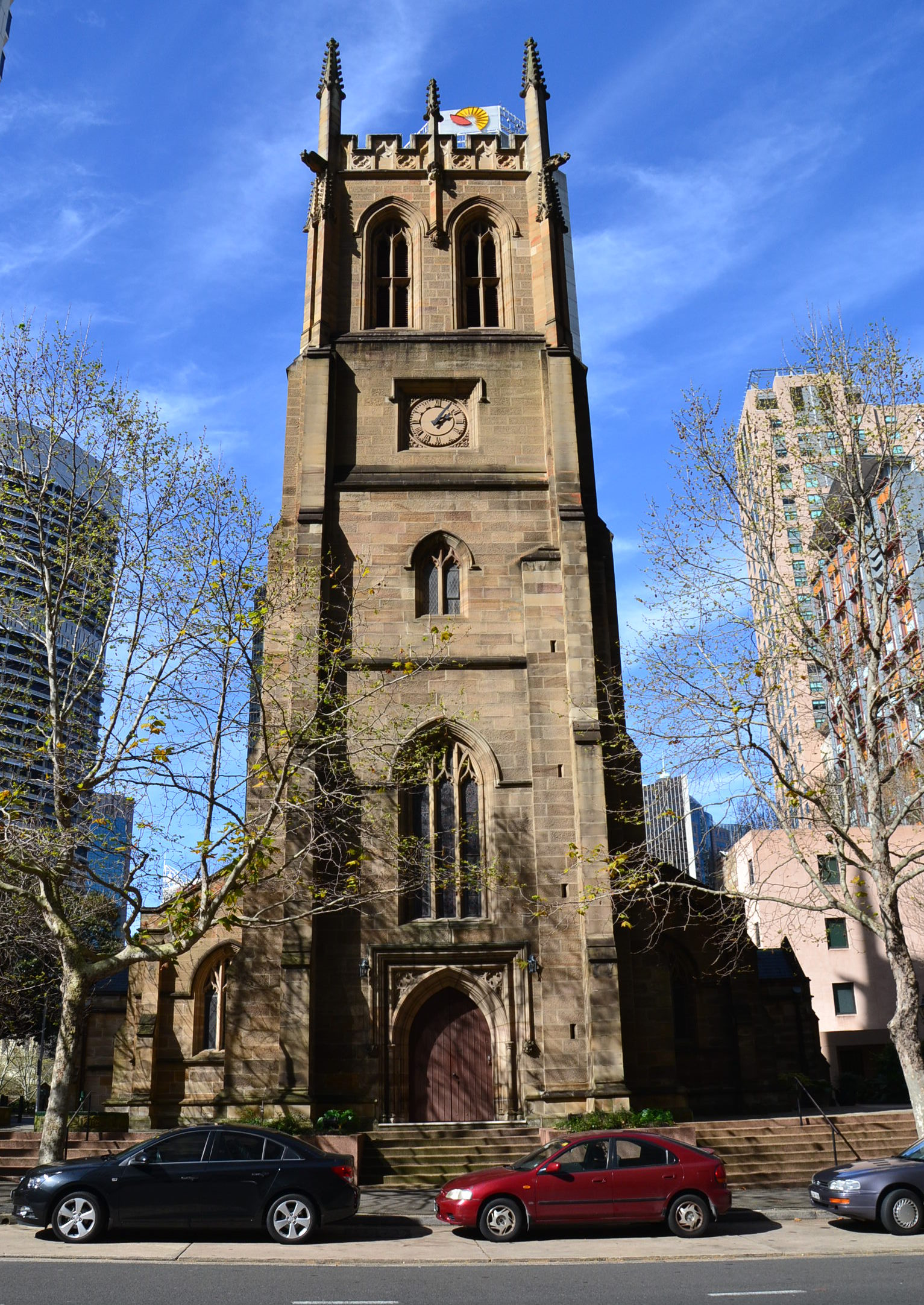
圣腓力堂

圣腓力堂（英語：St Philip's Church）是澳大利亚最古老的圣公会堂区，创建于1793年，位于悉尼商業中心區，介于约街、加倫街和占未臣街（Jamison Street）之间的教堂山。该堂属于圣公会悉尼教区，并被列入Register of the National Estate。
目前的教堂建于1848至1856年間，由Edmund Blacket设计，钟楼模仿了英国牛津大学莫德林学院。

## 照片集

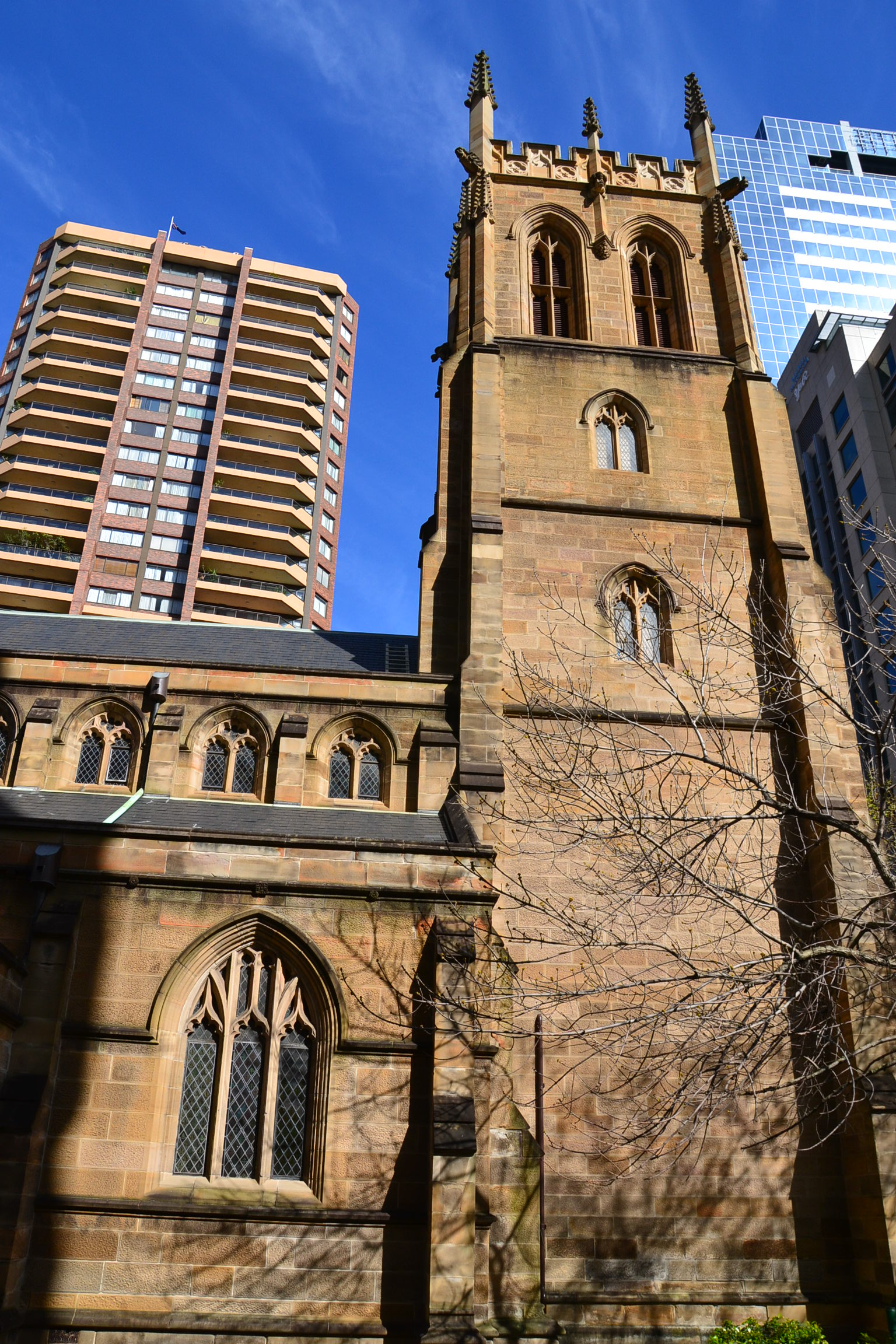
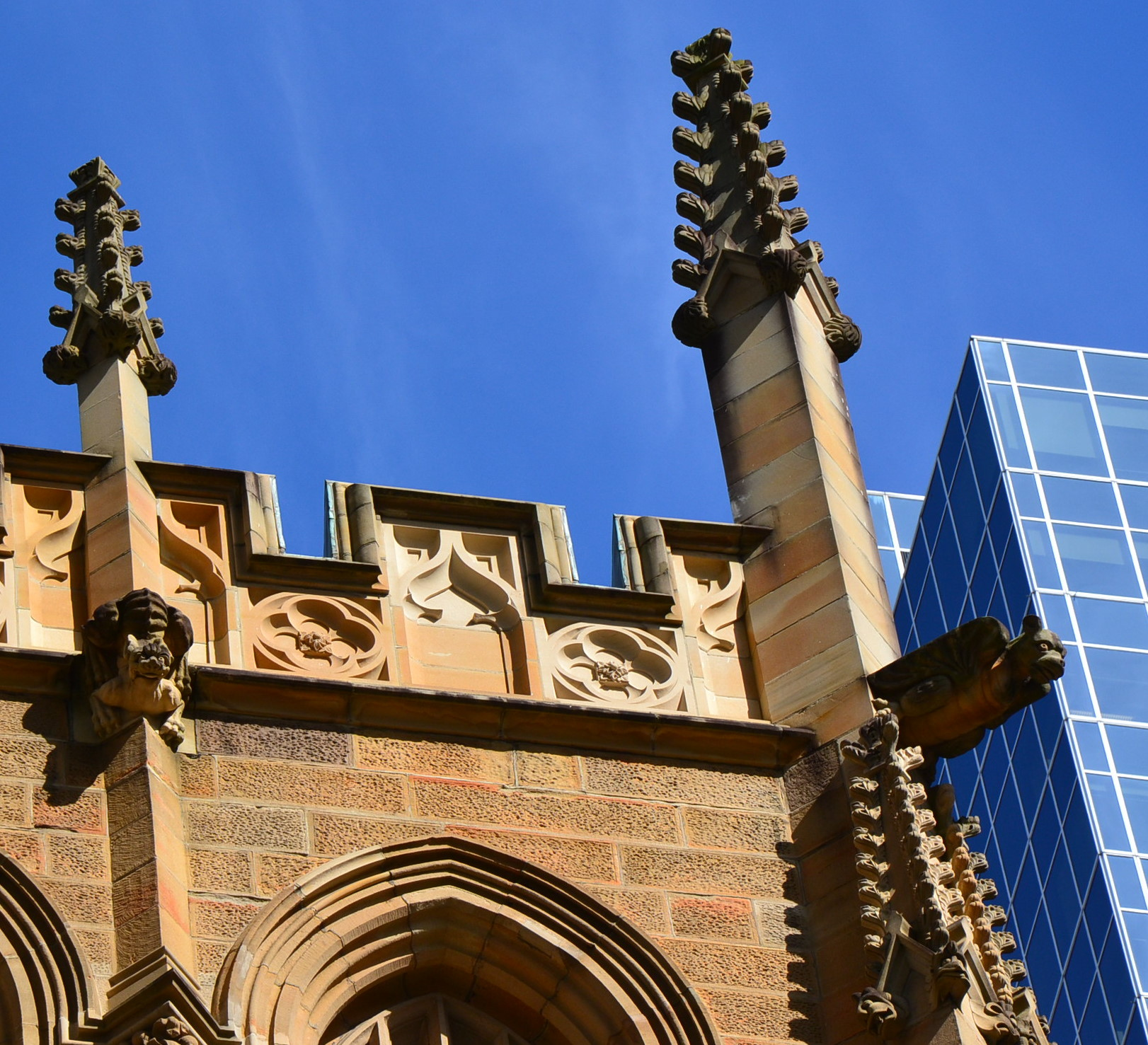
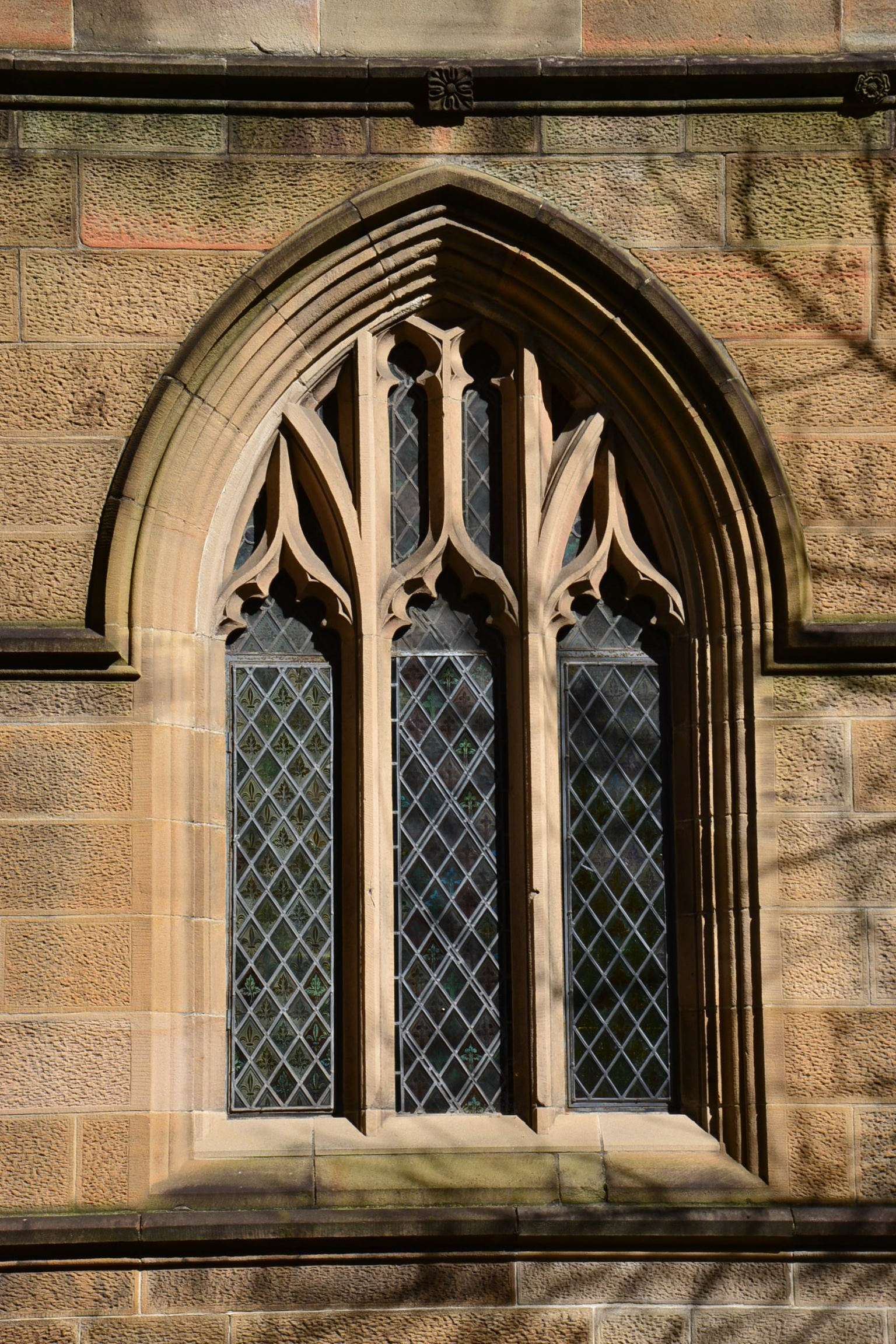
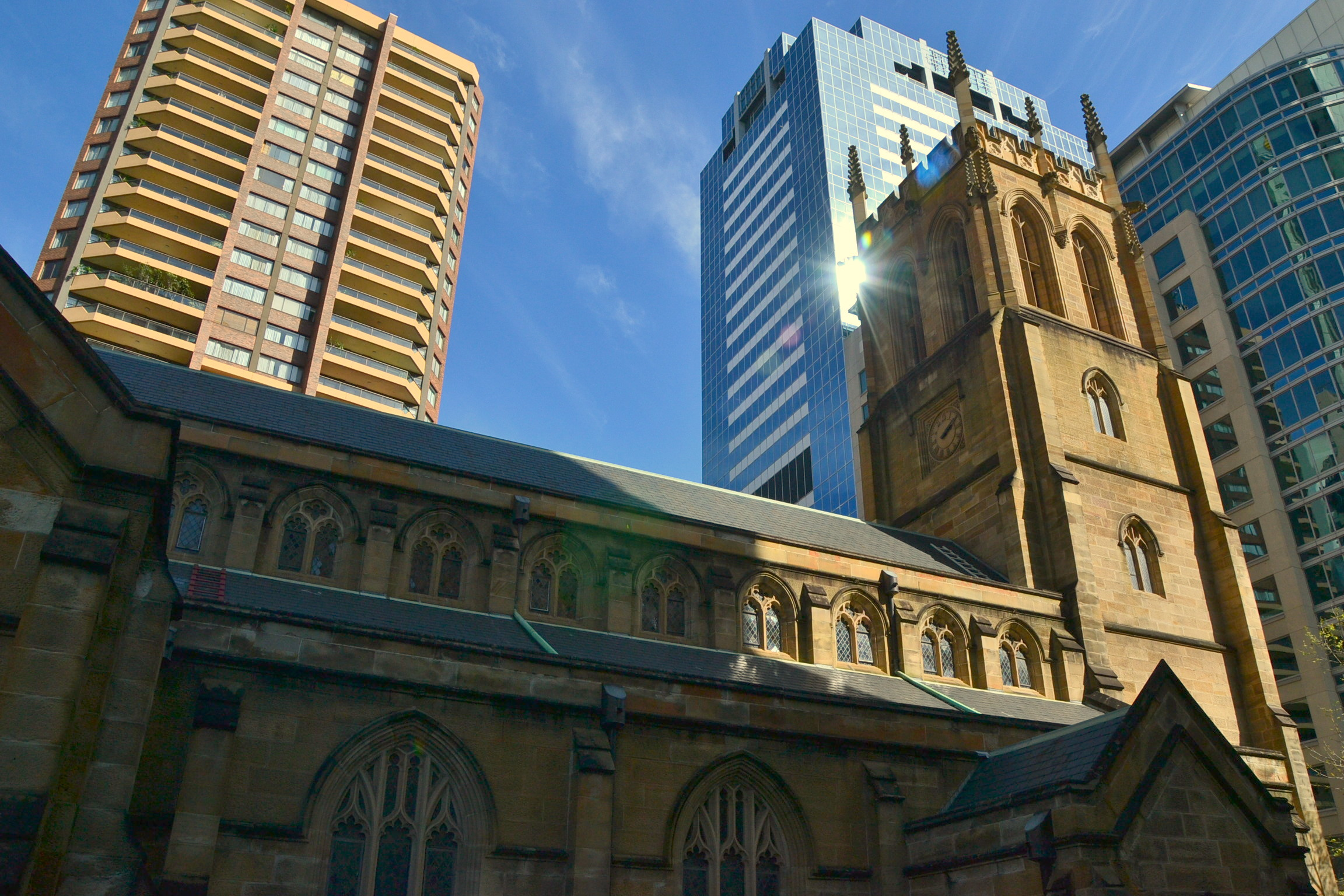